# Ślinik luzytański
Ślinik luzytański – gatunek lądowego, nagiego ślimaka trzonkoocznego z rodziny ślinikowatych (Arionidae), o niejasnej pozycji taksonomicznej, opisywanego w literaturze europejskiej jako Arion lusitanicus. Przez wielu taksonomów uznawany jest za A. vulgaris. Należy do tzw. kompleksu ARVC obejmującego trudne w identyfikacji, podobne do siebie morfologicznie gatunki bliźniacze z rodzaju Arion: A. rufus, A. ater i A. lusitanicus (lub A. vulgaris). Ma duże znaczenie gospodarcze jako szkodnik upraw.
Klasyfikacja tego gatunku jest kontrowersyjna. Część taksonomów uważa, że A. lusitanicus jest endemitem Półwyspu Iberyjskiego, a gatunkiem inwazyjnym w Europie jest pochodzący z zachodniej Francji A. vulgaris. Stanowisko takie nie uzyskało jednak akceptacji środowiska malakologów. Gatunek wykazuje dużą genetyczną zmienność wewnątrzgatunkową, a jego identyfikacja w oparciu o cechy morfologiczne młodych osobników nie jest możliwa.
Dorosły ślinik luzytański ma ciało o długości 7–15 cm, różnie zabarwione, najczęściej brązowe. Jest wszystkożerny – żywi się głównie różnymi rodzajami roślin, ale także rozkładającą się materią organiczną i padliną. Gatunek hermafrodytyczny, może złożyć do 400 jaj w jednym sezonie (jesienią, wszystkie naraz), a dojrzałość płciową osiąga w ciągu roku. Większość ginie po złożeniu jaj.
Ślinik luzytański został rozwleczony z materiałem roślinnym czy różnymi odpadkami, i jako gatunek inwazyjny rozprzestrzenił się na niemalże całą zachodnią Europę, Islandię, Skandynawię i na wschód do granic Polski oraz Słowacji. W Polsce odnotowany został w 1993 roku (wzmiankowany od 1987) w województwie podkarpackim. Dotarł także do USA. Co roku rozprzestrzenia się na dalsze tereny. W związku z tym, według DAISIE European Invasive Alien Species Gateway, jest zaliczany do 100 najbardziej inwazyjnych gatunków w Europie.
Ślimak, w związku ze swoją wielkością i zagęszczonymi populacjami, jest istotnym szkodnikiem ogrodów i pól uprawnych. Przenosi także niektóre patogeny roślin.

## Galeria

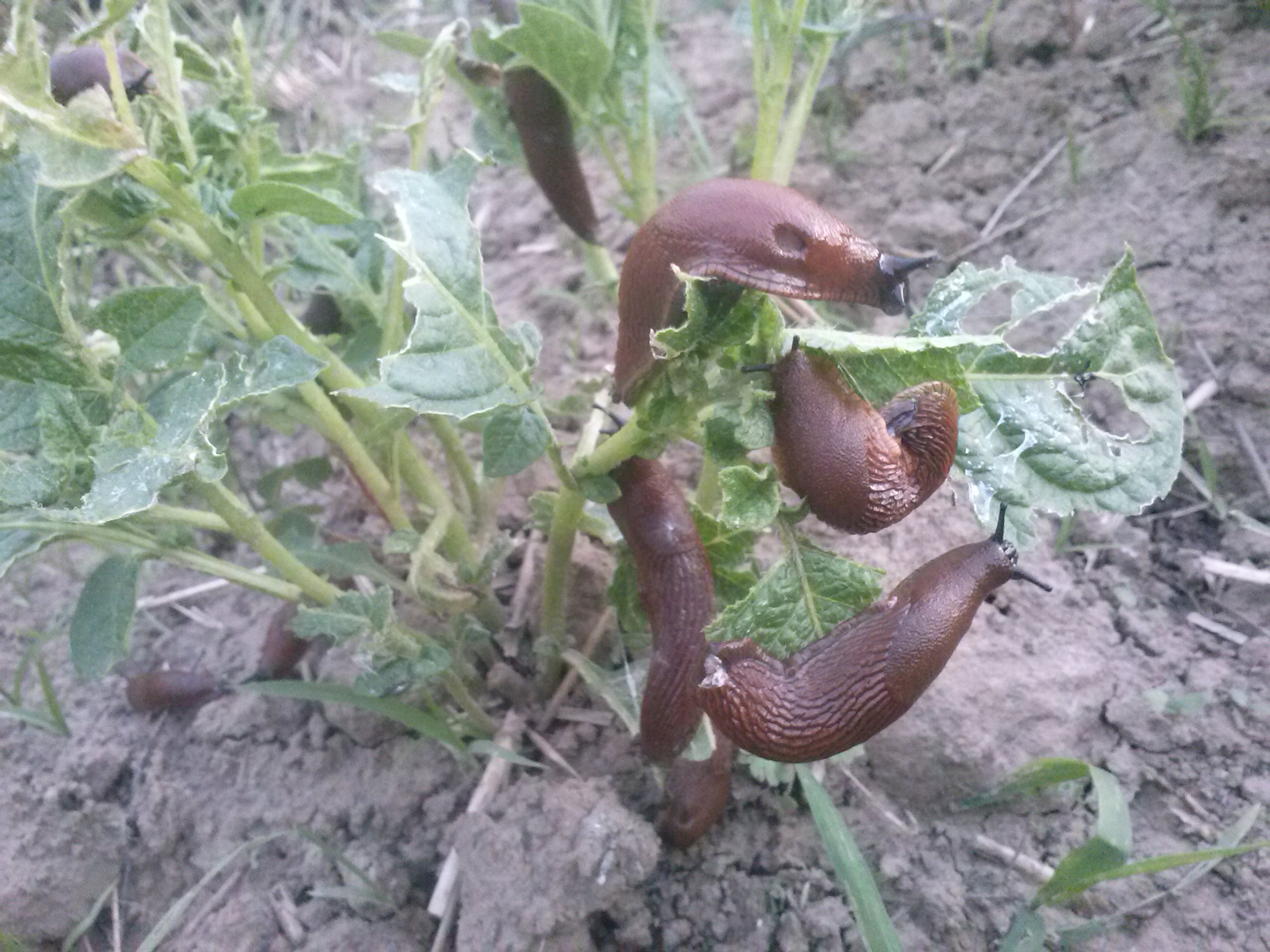
Ślinik luzytański na uprawie ziemniaka
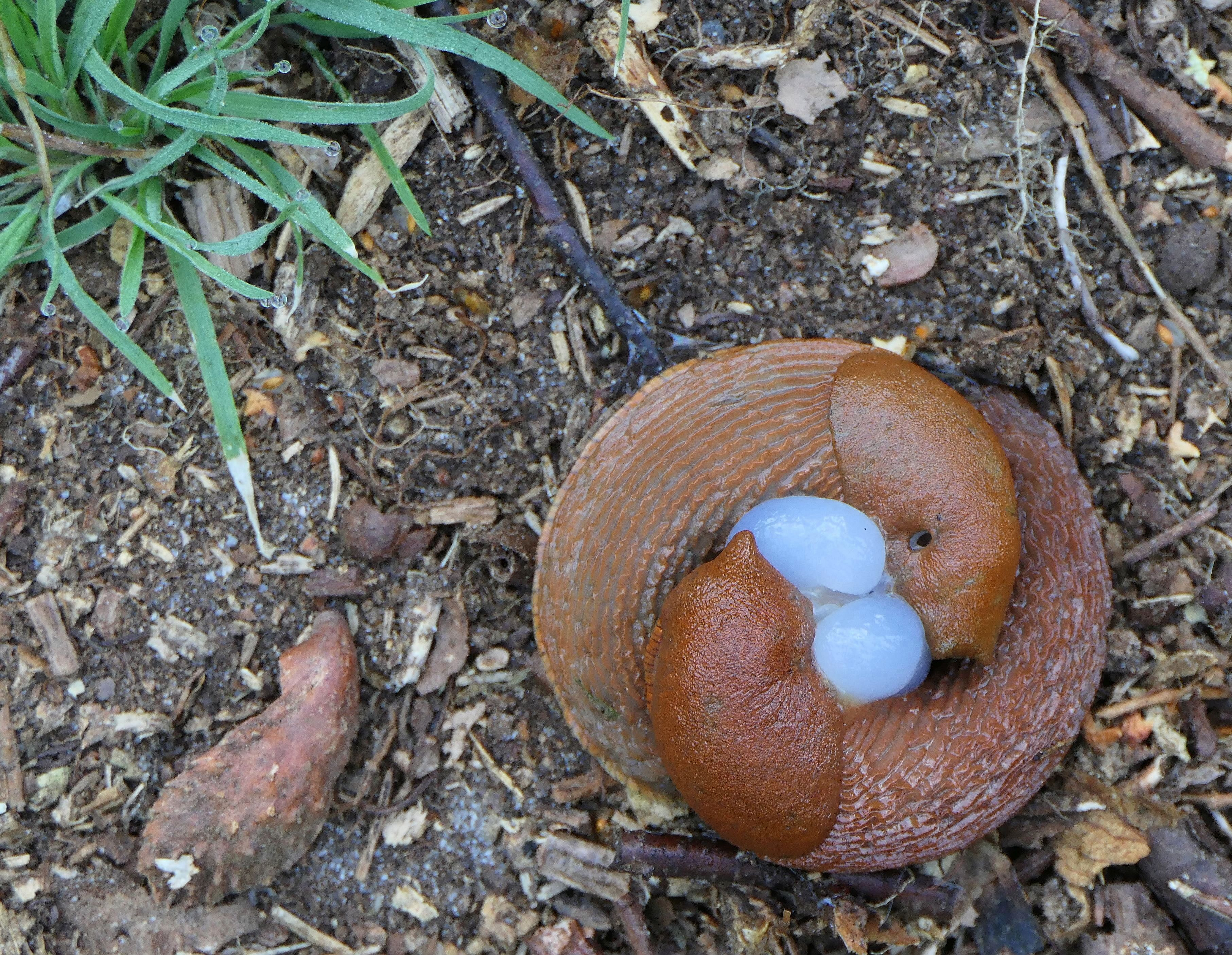
Kopulacja Ślinika luzytańskiego
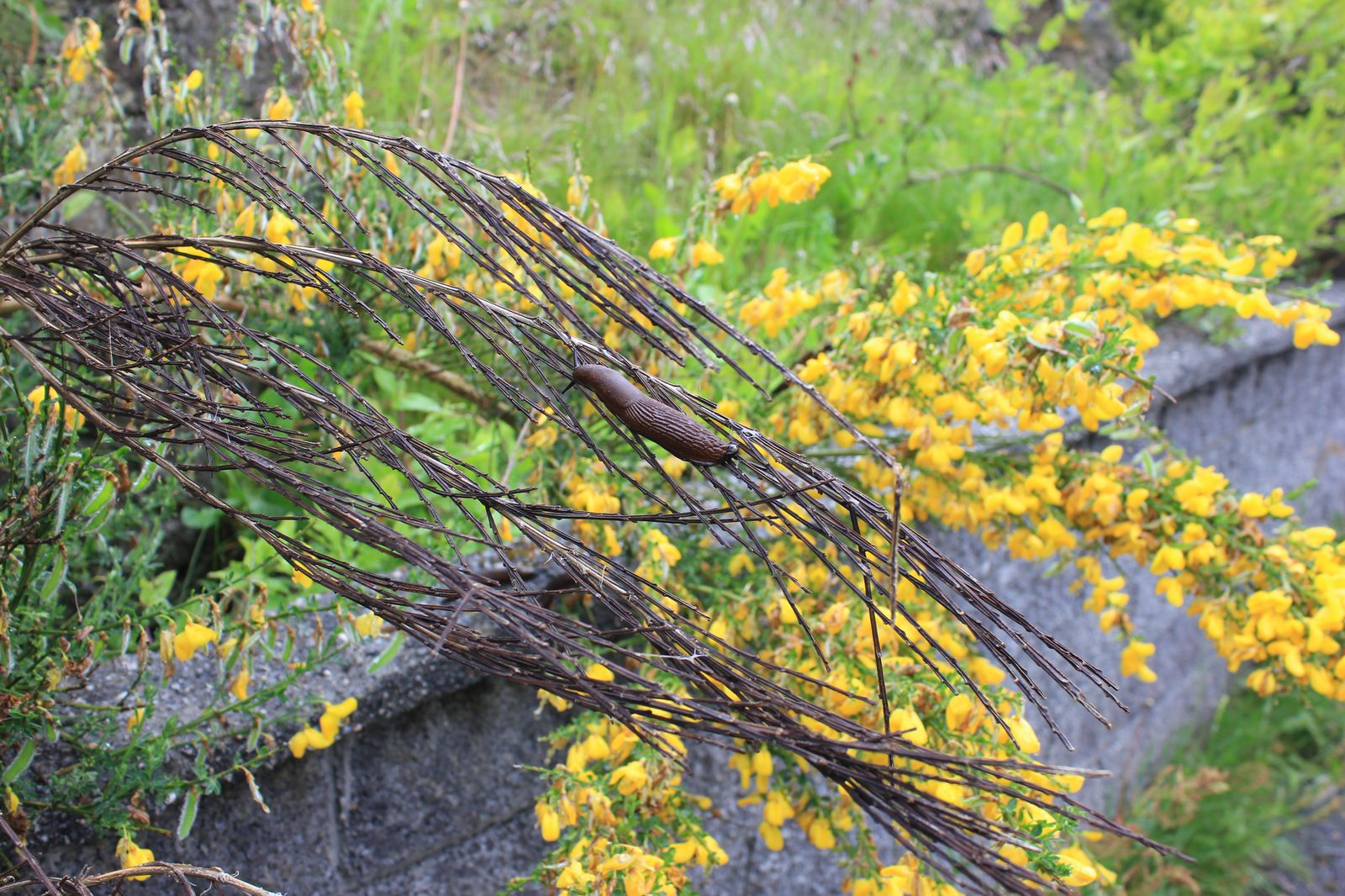
Ślinik luzytański na suchej gałązce
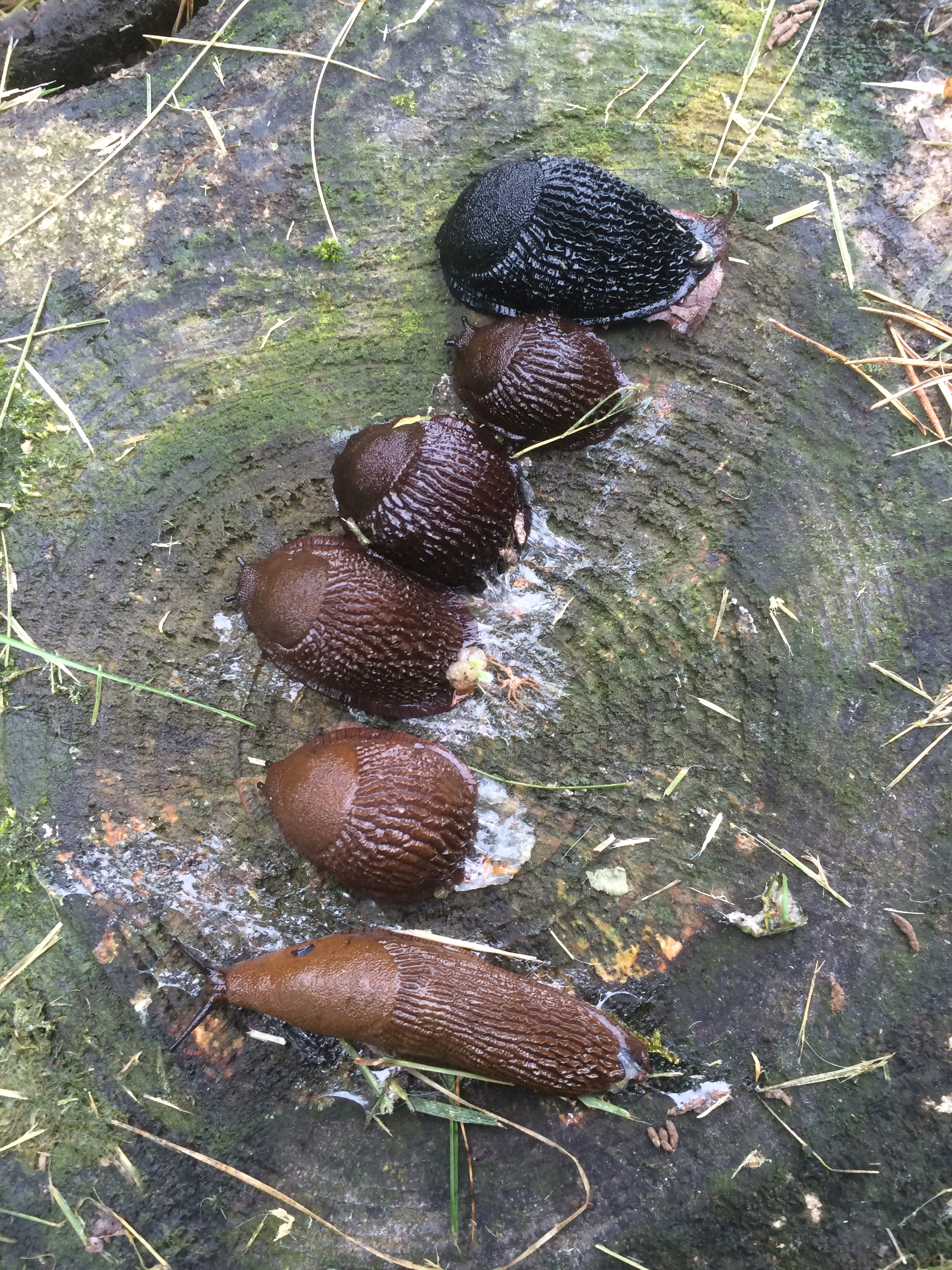
Odmiany Ślinika luzytańskiego
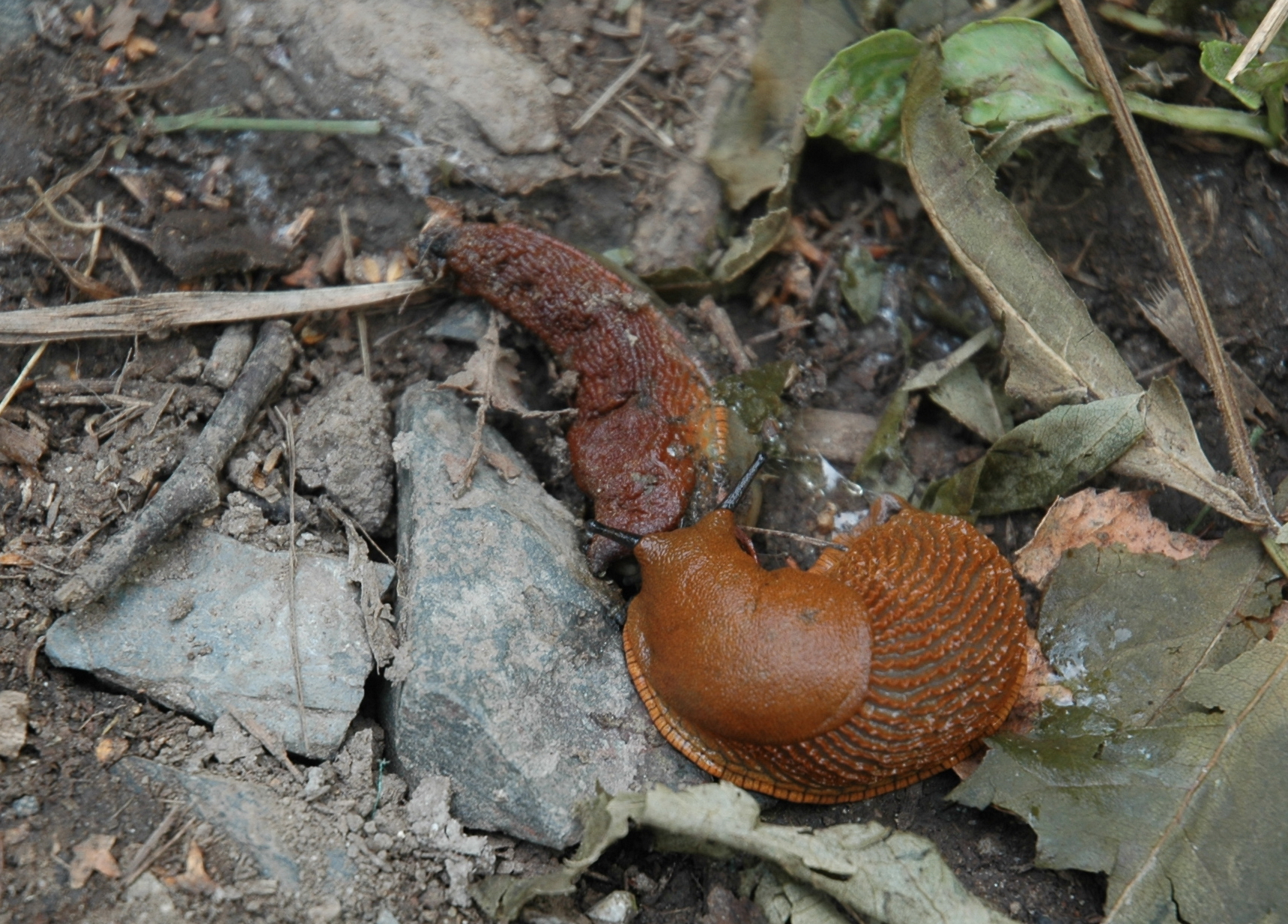
Ślinik luzytański zjadający martwego osobnika tego samego gatunku